# Pátyod
Pátyod es un pueblo ubicado en el distrito de Csenger, en el condado de Szabolcs-Szatmár-Bereg, Hungría.

## Superficie
Posee una superficie de 9,10 kilómetros cuadrados.

## Demografía
Hasta 2019 la población era de 633 habitantes, con una densidad de población de 69,56 habitantes por kilómetro cuadrado.